# The Singles (Альбом Edguy)
The Singles ― збірка пісень німецького павер-метал гурту Edguy. До неї увійшли усі пісні (за винятком "Reach Out") з синглів King of Fools, Lavatory Love Machine і Superheroes. Альбом вийшов 17 листопада 2008 року, в той самий день, що і восьмий студійний альбом гурту Tinnitus Sanctus.

## Список композицій
1. "Superheroes"
2. "Spooks In The Attic"
3. "Blessing In Disguise"
4. "Judas At The Opera разом з Міхаелем Кіске"
5. "The Spirit" (Magnum кавер)
6. "Superheroes (Епічна версія)"
7. "Lavatory Love Machine"
8. "Lavatory Love Machine" (Акустична версія)
9. "I'll Cry for You" (Europe кавер)
10. "King of Fools" ― 3:35
11. "New Age Messiah" ― 6:00
12. "The Savage Union" — 4:15
13. "Holy Water" — 4:17
14. "Life and Times of бонус-трек" — 3:23[1]

## Учасники
- Тобіас Заммет — вокал
- Тобіас 'Еггі' Ексель — бас-гітара
- Йенс Людвіг — соло-гітара
- Дірк Зауер — ритм-гітара
- Фелікс Бонке — ударні
- Міхаель Кіске — вокал на "Judas At The Opera"

## Інформація
- Треки 1-6, Superheroes EP
- Треки 7-9, Lavatory Love Machine EP
- Треки 10-14, King of Fools EP